# Escola de Praga
L'Escola de Praga o Cercle lingüístic de Praga (en txec Pražský lingvistický kroužek) va ser un grup de crítica literària i de lingüística molt influent durant el segle xx. Els seus membres van fer estudis sobre molts aspectes de la llengua, els més destacats són els de fonologia, morfologia i de perspectiva funcional de l'oració que han influenciat tota la lingüística posterior.

## Orígens
El Cercle Lingüístic de Praga o Escola de Praga es va començar a reunir a mitjans dels anys 20 del segle passat. Era un grup de lingüistes txecs i estrangers que van elaborar una nova concepció de la llengua i aquesta va influir molt en l'evolució de la lingüística del segle xx.

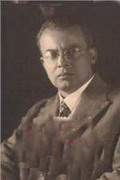
Bohuslav Havránek, impulsor de l'Escola de Praga

Aquesta escola va ser fundada per Vilém Mathesius, i el seu paper va ser molt important per l'organització d'activitats i per la formació de les principals idees de les quals va néixer l'estructuralisme funcional. Anys abans de la creació de l'Escola va fer la conferència «Sobre la potencialitat dels fenòmens lingüístics» on va introduir dues novetats en l'ambient neogramàtic: el concepte de sincronia no històrica de la llengua i el mot potencialitat amb què l'autor es referia a l'oscil·lació del llenguatge en la comunitat lingüística, és a dir que no és inalterable.
El 6 d'octubre de 1926 Mathesius va convidar els seus col·legues a una conferència informal del lingüista alemany H. Becker. En acabar va començar un gran debat i, com no es va acabar, van decidir començar a quedar un cop al mes i després cada quinze dies. A aquestes trobades hi assistien molts lingüistes txecs, però també russos, alemanys, ucraïnesos i eslovacs. Aquesta conferència informal es considera el naixement de l'Escola de Praga.

## Tesis del Cercle lingüístic de Praga
Tenen una gran importància les «Tesis presentades al congrés de filòlegs eslaus a Praga 1929», aquestes van ser preparades per Mathesius, Roman Jakobson, Havránek i Mukařovský tot i que en la seva elaboració hi van participar molts més membres del Cercle. Aquestes primeres tesis van esdevenir els principis fonamentals de l'Escola de Praga i s'orientaven cap a la lingüística estructural i en la concepció funcional de la llengua.
Les tesis particulars ens mostren una diversificació dels temes pels que s'interessen, així tracten qüestions generals i eslaves, sincròniques i diacròniques, fonològiques, gramaticals i lèxiques. Alhora també examinen les funcions de la llengua i la diferència entre llengua parlada i escrita, els problemes de la llengua culta, la cultura lingüística...
En aquestes tesis exposen a grans trets els temes que tractarien amb profunditat durant els anys 30.

## El període clàssic
Aquest període va des de la creació de l'Escola, el 1929, fins a l'esclat de la segona guerra mundial, el 1939. En aquest període clàssic el Cercle elabora una teoria lingüística que va exercir una forta influència en tota la lingüística mundial.
El psicòleg austríac Karl Bühler, fundador de la psicolingüística, va col·laborar amb l'Escola de Praga, i va formular les tres funcions principals de la llengua: la comunicativa, que és la transmissió de les informacions en una realitat extralingüística, l'expressiva, és a dir l'ús d'elements que són característics per al parlant, i la conativa, la invitació a l'oient a fer alguna cosa o a no fer res.
On més es va avançar en aquest període va ser en fonologia, morfologia i sintaxi. La fonologia només en aquesta Escola es va tractar de forma independent i oposada a la fonètica, i interpretava la part fònica de la llengua des d'un punt de vista funcional i va començar-se a ocupar dels fonemes (unitats fòniques capaces de distingir el significat) i no de forma física que és com ho feia la fonètica. En morfologia van arribar a formular la teoria dels morfemes, de les categories gramaticals i la teoria binària. En sintaxi van desenvolupar la teoria sobre la perspectiva funcional de l'oració.
Altres disciplines on va intervenir l'escola de Praga van ser l'anàlisi tipològica de les llengües, Vladimír Skalička va estudiar els morfemes i els va comparar amb els semes i va concloure que hi havia llengües aglutinants, flexives i mixtes. Aquesta teoria va ajudar a fer els fonaments de la tipologia morfològica.
Bohuslav Havránek va estudiar la llengua culta i la cultura de la llengua i va fer una extensa monografia sobre els dialectes txecs.

### Orígens de la fonologia
Als anys 30 els lingüistes de Praga es van anar centrant en les qüestions fonològiques, cal destacar que hi havia membres de les Escoles de Kazan, Petersburg i Ginebra que amb anterioritat havien escrit sobre els fonemes, i Mikolaj Kruszeswki va distingir els fonemes dels sons. Saussure o Polivanov també s'interessen pel tema tot i que no arriben a distingir entre fonologia i fonètica.

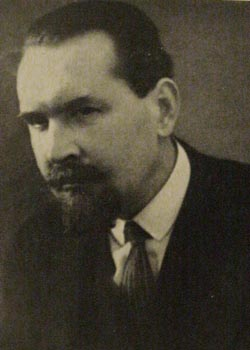
Nikolai Trubetzkoy, va elaborar "Principis de la fonologia"

L'escola de Praga estudia aquest fenomen de forma sistemàtica. A aquesta aproximació s'hi dediquen diversos membres com Mathesius, Trnka, Cachek o Jakobson. Trubetzkoy és qui fa l'explicació sistemàtica de les qüestions fonamentals de la disciplina a «Principis de la fonologia», aquest treball és considerat com la culminació de la interpretació funcional dels fenòmens lingüístics en el període clàssic de l'Escola de Praga. Aquests principis esdevenen una aportació de llarga durada en la lingüística universal. Algunes de les principals idees de Trubetzkoy són:
- La funció més important dels sons és la distintiva, que ens permet diferenciar el significat de les paraules, els casos més evidents són les paraules on només canvia un so: cama, cava, casa, cala, capa... Els sons que poden aparèixer en un mateix context i ens permeten distingir el significat de paraules són els fonemes, les unitats mínimes fonològiques.
- Seguint el mètode de l'estructuralisme funcional classifica els fonemes des del punt de vista de tot el sistema i distingeix entre oposicions unidimensionals i multidimensionals, i proporcionals i aïllades. L'oposició és quan trobem dos fonemes en el mateix context i és una de les més gran aportacions de Trubetzkoy.
- Trubetzkoy distingeix entre tres classes d'oposicions: les privatives on l'oposició de dos membres per una marca única (sorda/sonora...). Les graduals on la diferència d'una mateixa característica és de grau (tancada/semioberta/oberta...). Les equipol·lents que són tota la resta d'oposicions, on els membres difereixen en més d'una marca.
- En l'extensió de la capacitat de distinció descriu les oposicions constants on dos fonemes distingeixen el significat de les paraules en tots els contextos, i les oposicions neutralitzables on dos fonemes distingeixen el significat de les paraules només en alguns contextos.
- En fonologia diacrònica apareix el concepte de desfonologització, que és quan a causa de l'evolució de la llengua dos fonemes es converteixen en un. El cas contrari és la fonologització que és quan en un moment històric dos sons comencen a distingir el significat de les paraules.
- Una classe especial d'oposicions és la correlació, que és l'oposició privativa, unidimensional, proporcional i neutralitzable.

### La morfologia i la teoria de les oposicions privatives
Alguns membres de l'Escola intenten aplicar els bons resultats obtinguts en fonologia al camp de la gramàtica, creen la morfonologia que estudia l'estructura fonològica dels morfemes. Per a l'Escola de Praga el morfema és una seqüència de fonemes que es repeteixen nombroses paraules i està sempre vinculat al mateix significat lèxic i gramatical.
Bohuslav Havránek va destacar pels seus estudis d'anàlisi morfològica sobretot en la morfologia del verb de l'eslau antic, l'estudi «Genera verbi a les llengües eslaves» va esdevenir obra de referència del període.
Bohumil Trnka a l'estudi «Algunes observacions sobre la morfologia estructural» introdueix els exponents morfològics amb tots els mitjans formals que desenvolupen una funció morfològica, i en distingeix quatre classes: fonològics, sintètics, analítics i compostos.

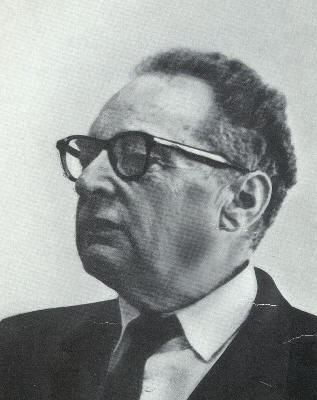
Roman Jakobson, va aplicar la teoria fonològica al sistema morfològic.

Roman Jakobson va aprofitar la teoria fonològica de les oposicions privatives aplicant-la al sistema morfològic, a «Sobre l'estructura del verb rus» conclou
que són força diferents les oposicions fonològiques i les morfològiques. L'oposició privativa fonològica difereix només en una marca i la resta són iguals, en la morfològica demostra sobre quina base i amb quins mitjans estan formades les categories morfològiques, hi ha membres d'una categoria que difereixen en una marca i d'altres en diverses.
A les oposicions privatives morfològiques hi trobem normalment un membre marcat i un de no marcat. El primer expressa un la presència d'una marca i el segon no expressa ni presència ni absència de marca. En el català un exemple seria en la categoria de gènere, el femení (membre marcat), ja que designa exclusivament les persones de gènere femení, en canvi el masculí (membre no marcat) pot designar a totes les persones d'ambdós gèneres: calleu noies (només de gènere femení) calleu nois (tothom que hi hagi independentment del gènere). Aquesta oposició morfològica fa referència al significat dels seus membres, el membre marcat sovint té marques formals (alta, baixa, advocada, grega) i difereix del membre no marcat (alt, baix, advocat, grec). La teoria de Jakobson s'anomena d'oposicions binàries perquè si apareix una categoria de més de dos membres la interpreta com una sèrie d'oposicions binàries on sempre hi ha un membre marcat i un de no marcat.
No tots els membres de l'Escola van acceptar aquesta teoria i van aparèixer matisacions i crítiques al binarisme pur, per exemple van criticar que era molt forçosa la transformació de tres persones gramaticals en dues oposicions binàries, o que l'aspecte dels verbs eslaus no tenia un caire binari, ja que els dos membres eren marcats. El binarisme segueix sent qüestionat encara avui dia, tot i això és important perquè es pot interpretar sincrònicament i diacrònicament, el membre marcat normalment és el més nou.

### Perspectiva funcional de l'oració
L'estudi de les qüestions fonològiques i morfològiques van apartar en certa manera les sintàctiques, encara que es va desenvolupar una teoria sintàctica que va ajudar a aclarir qüestions de l'estructura oracional.
Aquesta teoria no altera la formulada per Mathesius prèvia a la creació de l'Escola sobre l'anàlisi funcional de l'oració. Segons aquesta teoria l'oració es compon de dues parts: una el punt de partida de l'enunciat és la part on s'enuncia quelcom, aquesta part normalment no aporta res nou i es refereix a alguna cosa ja mencionada amb anterioritat, el tema. La segona part és el nucli de l'enunciat, és a dir el rema, és la part nova que s'enuncia del tema.
En aquesta qüestió hi entra en joc l'ordre de les paraules en els diferents idiomes, i l'estructura característica de les oracions en les diferents llengües, en algunes es col·loca primer el rema i en d'altres el tema. També hi intervé la manera com s'entona una oració posant el tema o el rema en segona posició. Difereix quan pronunciem per exemple Canta Laia de quan diem Laia canta.
El rema a més a més de ser el nucli de l'enunciat, i ser part essencial en l'ordre de les paraules ens diu sobretot l'entonació. Mathesius desenvolupa aquesta teoria comparant l'anglès amb el txec i d'altres autors com Daneš o Firbas desenvolupen la perspectiva funcional de les oracions, aquest fenomen existeix objectivament a totes les llengües per això darrerament ha crescut l'interès en moltes escoles i corrents lingüístics de presentar-ho des d'aquesta perspectiva.

## La segona guerra mundial i el següent període
La cooperació entre els diversos membres de l'escola va ser interrompuda per l'ocupació nazi de Txecoslovàquia el 1939 i per la segona guerra mundial que va seguir. Totes les escoles van ser tancades i el desenvolupament científic es va veure paralitzat.
Trubetzkoy va morir malalt en el moment que Àustria estava annexionada a Alemanya. Jakobson, d'origen jueu, va fugir de Txecoslovàquia i després d'un llarg viatge va acabar als Estats Units on va seguir l'estructuralisme de Praga a l'Escola de Harvard. Mathesius va morir poc abans d'acabar la guerra.
La postguerra també va ser dura, ja que molts acadèmics van centrar els seus esforços en la reconstrucció de l'ensenyament superior i les activitats purament científiques van quedar en segon terme.
Als anys 50 les disciplines científiques es van impregnar d'ideologia, la lingüística estructuralista va ser reemplaçada per la lingüística marxista, això va significar que fins a la caiguda de l'URSS es va recomanar als alumnes ni tan sols citar Jakobson.

## La situació actual
Malgrat les limitacions del període postbèl·lic la lingüística txeca va seguir desenvolupant les idees del període clàssic, com la del binarisme o la de la perspectiva funcional de l'oració. Si deixem de banda les influències negatives dels corrent oficials i ideològics dels anys 50, 70 i 80, les teories del Cercle de Praga es desenvolupen en l'evolució de l'estructuralisme funcional i es tendeix a aplicar a gran escala els mètodes matemàtics.
L'interès de la lingüística ha canviat força de les capes inferiors de la llengua cap a les superiors. Així al període clàssic van quedar dissenyades les teories fonològiques i es van resoldre molts dubtes morfològics, aquests dubtes es van treballar també en la postguerra. Els últims anys es va intensificar el treball en sintaxi i actualment estan treballant en la lingüística del text i la semàntica.

## La influència de l'Escola de Praga sobre la lingüística moderna
Les teories de l'Escola de Praga van influir sobre altres corrents i escoles, a banda, com és lògic de la lingüística txeca contemporània. En el període clàssic van influir tots els corrents estructuralistes europeus, per facilitar aquesta difusió l'Escola publicava molts dels seus congressos i això va fer que assolís un gran prestigi als anys 30.
Al període de postguerra les teories sovint van ser continuades per lingüistes estrangers, primer europeus i després americans.
L'estructuralisme funcional de Praga va ser un dels corrents que més va influir sobre la lingüística moderna. La seva influència la podem trobar a les escoles amb orientació estructuralista, però també a la gramàtica generativa i d'altres.